# Cheek to Cheek (canción)
"Cheek to Cheek" (en español: Mejilla con Mejilla) es una canción compuesta y escrita por Irving Berlin en 1935 para la película Top Hat (Sombrero de copa), en la que era interpretada por Fred Astaire, y se convirtió en número uno. Su grabación de 1935 con la Leo Reisman Orchestra fue introducida al Salón de la Fama de los Premios Grammy en el año 2000.
Hay una versión anterior, cantada por las "Boswell Sisters" en 1930.[cita requerida]
Es probablemente más conocida por los primeros versos "Heaven, I'm in heaven" («Cielo, estoy en el cielo») que por el título oficial de la canción. Rápidamente se convirtió en un estándar del Great American Songbook. La canción fue interpretada a dúo por Lady Gaga y Tony Bennett y le dio nombre a su álbum (Cheek to Cheek) y gira homónima en 2014. Convirtiéndose en disco de platino.

## Galería

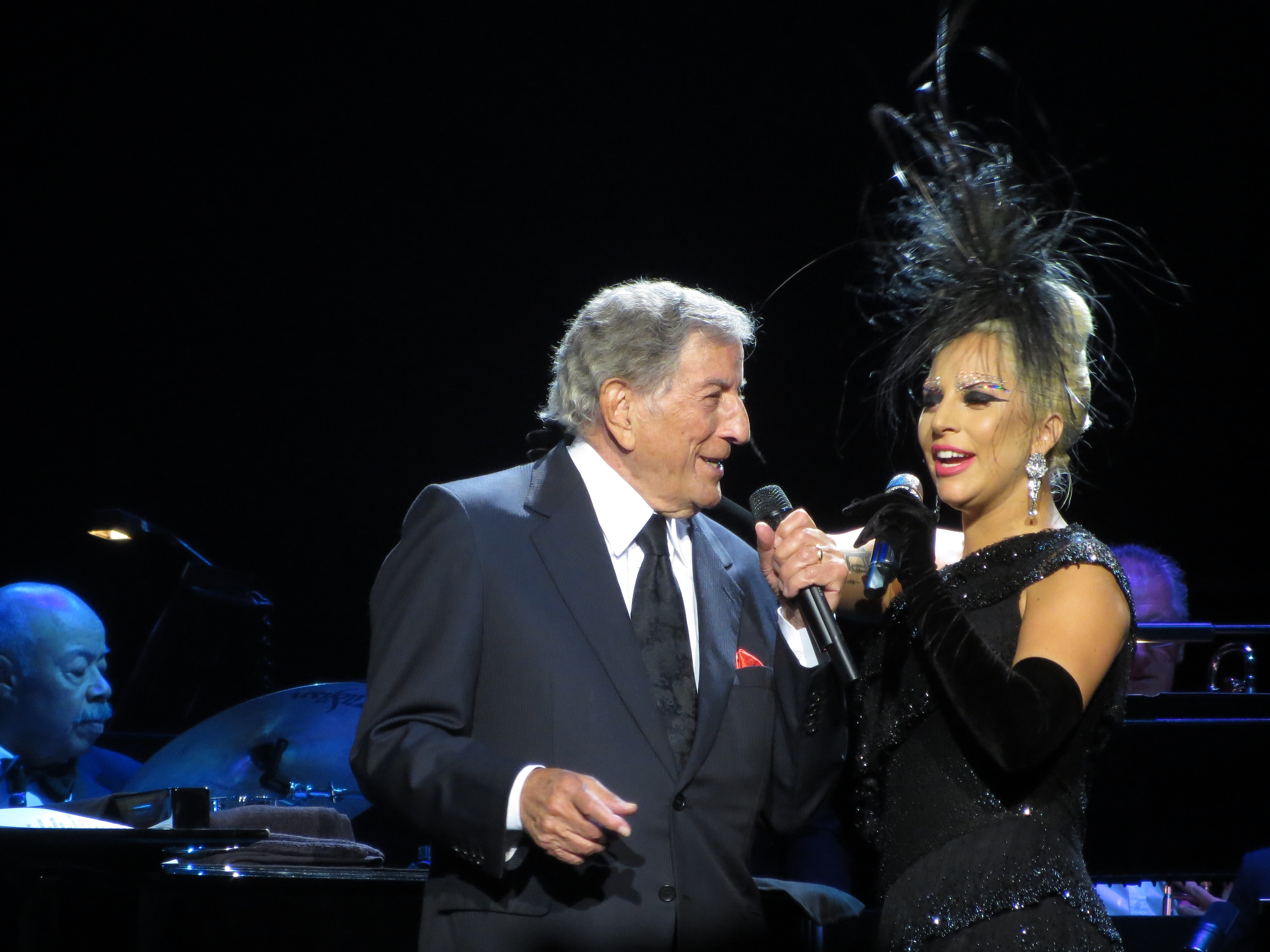
Tony Bennett y Lady GaGa en 2015.

## Versiones
Son variadas las versiones grabadas e interpretadas por diferentes artista:
- Larry Adler
- Ambrose
- Julie Andrews
- Ray Anthony
- Louis Armstrong
- Fred Astaire (1935 #1 hit)
- Chet Atkins
- Count Basie
- Tony Bennett - Bennett/Berlin (1987)
- Polly Bergen
- Irving Berlin
- Stanley Black
- Pat Boone
- Boswell Sisters
- Connee Boswell
- Sam Browne
- Charlie Byrd
- Carmen Cavallaro
- Eva Cassidy
- June Christy
- Rosemary Clooney
- Alma Cogan
- Ken Collyer
- Desi Arnaz
- Ray Conniff
- Taco
- Bing Crosby
- Lady Gaga y Tony Bennett
- Vic Damone
- Sammy Davis Jr.
- Doris Day
- Buddy DeFranco
- Tommy Dorsey
- Roy Eldridge
- Ziggy Elman
- Eddie Fisher
- Ella Fitzgerald
- Erroll Garner
- Sara Gazarek
- Carroll Gibbons
- Benny Goodman
- Stéphane Grappelli
- Buddy Greco
- Roy Hamilton
- Dick Haymes
- Billie Holiday
- Marilyn Horne
- Harry James
- Joni James
- Al Jolson
- Shirley Jones
- Steve Lawrence
- Peggy Lee
- Guy Lombardo
- Sanjaya Malakar
- Billy May
- Susannah McCorkle
- Sir Yehudi Menuhin
- Glenn Miller
- Jane Monheit
- Matt Monro
- Sara Montiel
- Red Norvo
- Pasadena Roof Orchestra
- Joe Pass
- Donald Peers
- Oscar Peterson
- Louis Prima
- Regine
- Rosie Ribbons
- Buddy Rich
- Ginger Rogers
- George Shearing
- Frank Sinatra
- Lew Stone
- Mel Tormé
- Sarah Vaughan
- Teddy Wilson
- Max Raabe
- Paolo Fresu Uri Caine, Things (2006)

- Miki Matsubara (1984)
- Dual Sessions
- Joan Chamorro Quartet with Andrea Motis, Rita Payés & Luigi Grasso
- Kim Tae-hyung